# OpenRC
OpenRC je software pro operační systémy unixového typu, kde je jednou z implementací initu. Je napsaný v programovacím jazyce C a je uvolněný pod licencí BSD, tedy se jedná o svobodný software.
Jako přednastavený init používají OpenRC následující operační systémy: Gentoo Linux, TrueOS,, Alpine Linux a Hyperbola GNU/Linux-libre. Jako jednu z variant jej nabízí např. Artix Linux nebo Devuan.